# 维特里拉谢
维特里拉谢（法語：Vitry-Laché，法語發音：[vitʁi laʃe]）是法国涅夫勒省的一个市镇，属于克拉姆西区。

## 地理
维特里拉谢（47°12'1"N, 3°33'51"E）面积20.83 平方千米，位于法国勃艮第-弗朗什-孔泰大區涅夫勒省，该省份为法国中部省份，北至约讷省，西北接卢瓦雷省，西接谢尔省，南至阿列省，东南接索恩-卢瓦尔省，东临科多尔省。
与维特里拉谢接壤的市镇（或旧市镇、城区）包括：吉皮、巴佐勒、拉科朗塞勒、克吕拉维尔、帕济、圣雷韦里安。

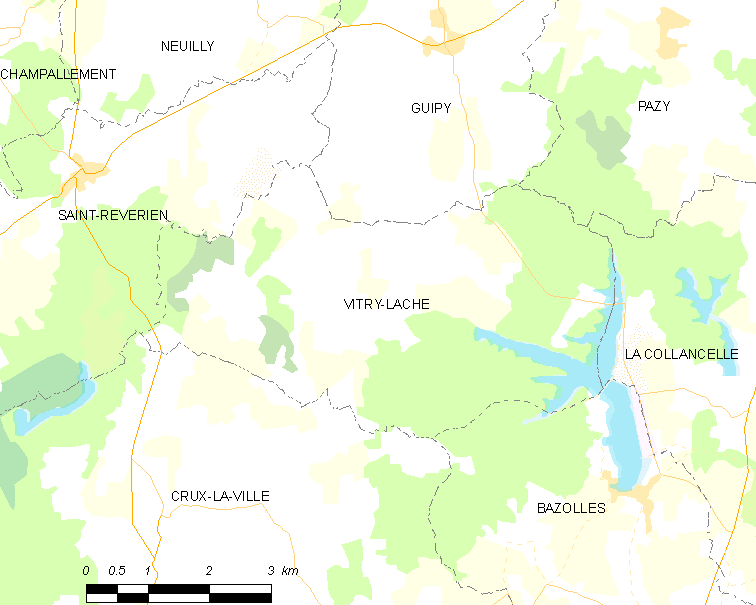
维特里拉谢的OSM定位图

维特里拉谢的时区为UTC+01:00、UTC+02:00（夏令时）。

## 行政
维特里拉谢的邮政编码为58420，INSEE市镇编码为58313。

## 政治
维特里拉谢所属的省级选区为科尔比尼县。

## 人口

1962-2008年间维特里拉谢人口变化图示

维特里拉谢于2022年1月1日时的人口数量为101人。